# 85 South
Il brano 85 South è il secondo estratto dall'album Against Da Grain, nel 1999 uscito sotto l'etichetta LaFace Records e distribuito dalla Epic. Il singolo ha avuto abbastanza notorietà negli Stati Uniti.
Questo brano ha raggiunto buoni giudizi da parte di molte riviste musicali come Billboard ed è comparso in poche classifiche rap come musicroom e brain.
Il successo medio del singolo ha comunque determinato l'avanzata verso la fama per gli YoungBloodZ negli ultimi anni. Questo ha portato il duo a collaborare con altri rapper di diverso riconoscimento e alcuni già famosi. Il brano già promosso dall'album attraverso l'etichetta Epic Records è riuscito ad ottenere successo nelle zone di Atlanta, Tennessee, e altre città del south, questo gli permise di girare anche un video. Inizialmente è stato girato il primo video originale della canzone che poi però fu eliminato per motivi sconosciuti, così ne fu girato un altro dopo un mese, che cambia completamente rispetto all'originale. Il genere musicale del brano è nettamente Southern rap, ma si orienta più in suoni e stili originali dello Swing, anche se quest'ultimo ha sonorità principalmente underground, ma il successo lo ottennero comunque gli YoungBloodZ anche grazie al numero di singoli copia venduti.
Il brano è stato realizzato da P.A. e dai manager della Epic Records. Il successo medio del brano non va tanto meno riconosciuto grazie al suono del singolo e del produttore ma bensì dalla partecipazione nel brano di più artisti e più voci che cantavano nei ritornelli. Nel singolo si vede Big Boi che reppa normalmente insieme agli YoungBloodZ e Jim Crow che canta e influisce nella sua parte vocale in numerose pause della traccia.

## Video
Il brano parla del successo e dell'esordio degli YoungBloodZ e di come hanno iniziato a farsi conoscere tra la gente comune, come si può vedere nel video, e collaborano inoltre nel brano con il duo rap, Jim Crow e Big Boi membro del celebre duo rap OutKast.
Questi ultimi svolgono la funzione di essere ospiti, del brano, Big Boi è l'ospite, Jim Crow invece è l'artista secondario che canta in ripetuti ritornelli del brano. Nel video si vedono tutto il gruppo di J-Bo, Sean P., e altri che ballano nelle riprese insieme a delle ragazze, seguiti da numerose scene di macchine che girano fra di loro, mentre Jim Crow canta, la ripresa si sposta su una macchina che corre veloce durante la notte e che avanza in questa scena fino alla fine del video.